# Liubomîrka, Dobrovelîcikivka
Liubomîrka (în ucraineană Любомирка) este localitatea de reședință a comunei Liubomîrka din raionul Dobrovelîcikivka, regiunea Kirovohrad, Ucraina.

## Demografie
Componența lingvistică a localității Liubomîrka
     Ucraineană (95,75%)
     Română (2,38%)
     Rusă (1,36%)
     Alte limbi (0,51%)
Conform recensământului din 2001, majoritatea populației localității Liubomîrka era vorbitoare de ucraineană (95,75%), existând în minoritate și vorbitori de română (2,38%) și rusă (1,36%).